# Hyskeir
Hyskeir o Heyskeir en anglès, Òigh-sgeir en gaèlic escocès és un illot que forma part de les Small Isles («illes petites»), pertanyents a l'arxipèlag de les Hèbrides Interiors, a Escòcia. Hyskeir se situa al mar de les Hèbrides i forma part del Council area dels Highlands. Garbh Sgeir és una roca que es troba al costat de l'illot i ambdues illes estan deshabitades.
El far d'Hyskeir marca l'entrada sud del Minch, deu quilòmetres al sud-oest de l'illa de Canna i catorze quilòmetres a l'oest de Rùm.